# 19 sierpnia
19 sierpnia jest 231. (w latach przestępnych 232.) dniem w kalendarzu gregoriańskim. Do końca roku pozostaje 134 dni.

## Święta
- Imieniny obchodzą: Alfred, Bolesław, Donat, Emilia, Ezechiel, Jan, Julian, Juliusz, Ludwik, Luiza, Magnus, Marian, Sebald, Sykstus, Tekla, Tymoteusz, Wiktor i Wincenty.
- Kościół prawosławny – Przemienienie Pańskie (jedno z 12 głównych świąt)
- Międzynarodowe – Światowy Dzień Pomocy Humanitarnej (ustanowiony w 2008 przez Zgromadzenie Ogólne ONZ)
- Wspomnienia i święta w Kościele katolickim[1][2] obchodzą:
  - św. Ezechiel Moreno (augustianin, biskup)
  - św. Jan Eudes (prezbiter)
  - św. Ludwik z Tuluzy[3] (zm. 1297, franciszkanin, biskup)
  - św. Sykstus III (papież)

## Wydarzenia w Polsce

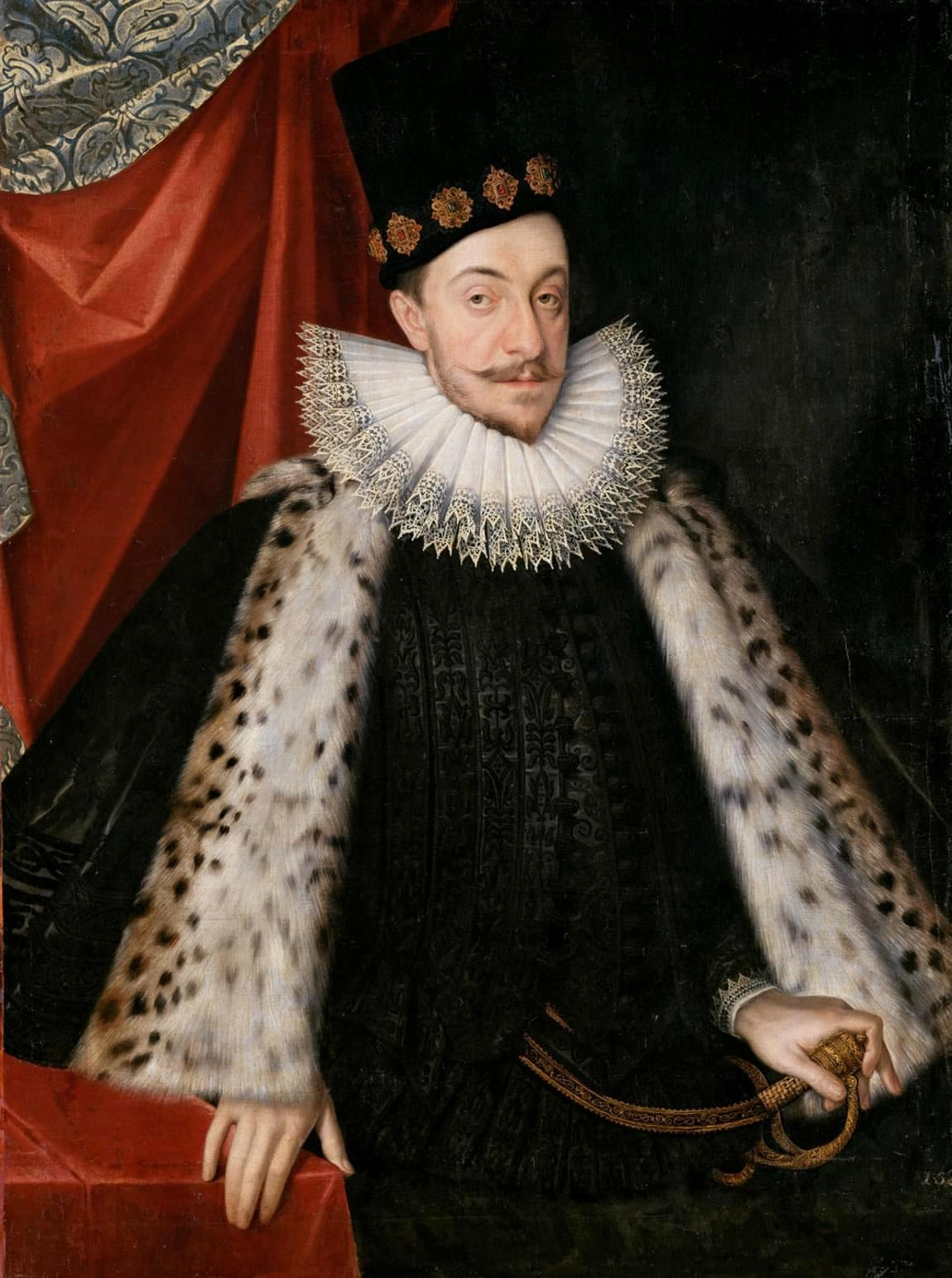
Zygmunt III Waza na portrecie Marcina Kobera

- 1531 – Wojna polsko-mołdawska (1530-38): zwycięstwo wojsk polskich w bitwie pod Gwoźdźcem.
- 1557 – Polska wypowiedziała wojnę inflanckiej gałęzi zakonu krzyżackiego.
- 1562 – Wojna litewsko-rosyjska (1558-70): wojska polskie pod wodzą starosty różańskiego Stanisława Leśniowolskiego pokonały w bitwie pod Newlem wielokrotnie liczniejsze wojska rosyjskie.
- 1568 – Wydano wilkierz olsztyński.
- 1587 – Zygmunt III Waza został wybrany na króla Polski.
- 1600 – Polsko-szwedzka wojna o Inflanty: w Narwie i Rewlu (ob. Tallinn) wylądowało 10 tys. szwedzkich żołnierzy.
- 1633 – W kościele opactwa cystersów w Jędrzejowie dokonano elewacji szczątków Wincentego Kadłubka.
- 1793 – II rozbiór Polski: ambasador rosyjski Jakob Sievers ratyfikował w imieniu carycy Katarzyny II układ rozbiorowy, na mocy którego Rosja anektowała 250 tys. km² ziem Rzeczypospolitej zamieszkałych przez 3 mln mieszkańców.
- 1826 – Z połączenia Starej Częstochowy i Częstochówki powstało miasto Częstochowa.
- 1846 – Została utworzona Ochotnicza Straż Pożarna w Kaliszu.
- 1887 – Miało miejsce przedostatnie z dotychczas widzianych w Polsce całkowite zaćmienie Słońca, które zainspirowało Bolesława Prusa przy pisaniu powieści Faraon.
- 1901 – Poświęcono krzyż na Giewoncie.
- 1908 – Założono Łódzki Klub Sportowy (pod nazwą Łodzianka).
- 1915 – I wojna światowa: kapitulacja rosyjskiej załogi Twierdzy Modlin przed wojskami niemieckimi.
- 1919 – Utworzono Policję Wolnego Miasta Gdańska.
- 1920 – W nocy z 19 na 20 sierpnia wybuchło II powstanie śląskie.
- 1937:
  - Na szczycie Giewontu od uderzenia pioruna zginęły 4 osoby, a 13 zostało porażonych.
  - Policja otworzyła ogień do chłopów blokujących drogę w Harcie na Podkarpaciu, zabijając 2 z nich.
- 1942 – Niemcy zlikwidowali getto w Otwocku.
- 1943 – W Mszanie Dolnej Niemcy rozstrzelali 881 Żydów.
- 1944 – 19. dzień powstania warszawskiego: generalne natarcie grupy Reinefartha na Stare Miasto, w którym wzięło udział 10 batalionów piechoty i 2 bataliony saperów wspieranych 9 czołgami Tygrys, 20 działami szturmowymi, moździerzem kalibru 60 mm i 50 Goliatami, pluton wspierany przez ogień z pociągu pancernego znajdującego się w okolicy Dworca Gdańskiego.
- 1956 – Legia Warszawa odniosła najwyższe zwycięstwo w historii swych występów w Ekstraklasie, pokonując na Stadionie Wojska Polskiego Wisłę Kraków 12:0.
- 1962 – W Wołowie doszło do napadu na bank, największego w historii Polski pod względem wysokości łupu (12 531 000 zł ówczesnych złotych).
- 1969 – Premiera komedii filmowej Polowanie na muchy w reżyserii Andrzeja Wajdy.
- 1980 – Między Otłoczynem a Brzozą na linii Kutno-Toruń doszło do czołowego zderzenia pociągów osobowego i towarowego, w wyniku czego zginęło 67 osób, a 64 zostały ranne.
- 1985 – Premiera komedii filmowej Sprawa się rypła w reżyserii Janusza Kidawy.
- 1994 – Sejm RP przyjął Ustawę o ochronie zdrowia psychicznego.
- 2002 – Zakończyła się ostatnia pielgrzymka Jana Pawła II do Polski.
- 2005 – Premiera komedii filmowej Czas surferów w reżyserii Jacka Gąsiorowskiego.
- 2006 – 24-letnia Marzena Cieślik z Wolina zdobyła tytuł Miss Polonia.
- 2013 – W Poznaniu zakończyły się 11. Mistrzostwa Świata Bezdomnych w Piłce Nożnej. Tytuły mistrzowskie zdobyli Brazylijczycy i Meksykanki.
- 2015 – W Kamiennej Górze 28-letni Samuel Nowakowski zabił siekierą 10-letnią Kamilę, która z matką wchodziła do księgarni.

## Wydarzenia na świecie
- 1153 – II wyprawa krzyżowa: król Jerozolimy Baldwin III zdobył po 5-miesięcznym oblężeniu Aszkelon.
- 1315 – Król Francji Ludwik X Kłótliwy poślubił Klemencję Węgierską.
- 1435 – Wojny husyckie: porażka husytów w bitwie pod Křečem.
- 1458 – Kardynał Enea Silvio de Piccolomini został wybrany na papieża i przyjął imię Pius II.
- 1477 – Przyszły król i cesarz rzymski Maksymilian I Habsburg poślubił Marię Burgundzką.
- 1493 – Po śmierci ojca Fryderyka III Habsburga współrządzący z nim Maksymilian I Habsburg został samodzielnym królem Niemiec.
- 1561 – Królowa Szkocji i wdowa po królu Francji Franciszku II Walezjuszu Maria I Stuart powróciła do ojczyzny.
- 1612 – W angielskim Lancaster zakończył się proces czarownic z Pendle.
- 1619 – Czeskie Stany Generalne uchwaliły detronizację króla Ferdynanda II Habsburga.
- 1621 – Zwycięstwo wojsk tureckich nad kozackimi w bitwie nad rzeką Prut.
- 1639 – Wojna osiemdziesięcioletnia: zwycięstwo floty holenderskiej nad hiszpańską w bitwie pod Dunkierką.
- 1648 – Angielska wojna domowa: Oliver Cromwell pokonał Szkotów i Rojalistów w bitwie pod Preston.
- 1666 – II wojna angielsko-holenderska: Anglicy pod wodzą admirała Roberta Holmesa przeprowadzili rajd na holenderską wyspę Terschelling i zniszczyli 150 statków handlowych.
- 1691 – V wojna austriacko-turecka: zwycięstwo wojsk austriackich w bitwie pod Slankamenem.
- 1702 – Wojna o sukcesję hiszpańską: rozpoczęła się francusko-angielska bitwa morska pod Santa Marta u wybrzeży Kolumbii.
- 1745 – W Glenfinnan wybuchło ostatnie powstanie szkockich jakobitów.
- 1759 – Wojna siedmioletnia: zwycięstwo floty brytyjskiej nad francuską w bitwie pod Lagos.
- 1772 – Król Szwecji Gustaw III dokonał bezkrwawego przewrotu i wprowadził w kraju absolutyzm oświecony.
- 1779 – Wojna o niepodległość Stanów Zjednoczonych: zwycięstwo wojsk amerykańskich w bitwie o Paulus Hook.
- 1782 – Wojna o niepodległość Stanów Zjednoczonych: wojska brytyjsko-indiańskie rozbiły oddział milicjantów z Kentucky w bitwie pod Blue Licks.
- 1792 – Philipp von Cobenzl został kanclerzem i ministrem spraw zagranicznych Austrii.
- 1802 – Przyszły król Obojga Sycylii Franciszek I poślubił swoją drugą żonę Marię Izabelę Burbon, córkę króla Hiszpanii Karola IV.
- 1812 – Wojna brytyjsko-amerykańska: w starciu u wybrzeży Nowej Anglii amerykańska fregata USS „Constitution” ciężko uszkodziła fregatę brytyjską HMS „Guerrière”.
- 1839:
  - Dzień oficjalnie przyjmowany za datę narodzin fotografii.
  - Otwarto obserwatorium astronomiczne w Pułkowie koło Petersburga.
- 1854 – W okolicach Fort Laramie (Nebraska) Siuksowie dokonali masakry 30-osobowego oddziału amerykańskich żołnierzy i ich tłumacza.
- 1856 – Amerykanin Gail Borden opatentował mleko skondensowane.
- 1861 – John Tyndall i Johann Joseph Brennen weszli po raz pierwszy na szczyt Weisshorn w Alpach Pennińskich (4506 m n.p.m.)
- 1870 – Wojna francusko-pruska: rozpoczęło się oblężenie Metzu.
- 1872 – Otwarto nieistniejącą już synagogę Tiferes Israel w Jerozolimie.
- 1890 – Francuski astronom Auguste Charlois odkrył planetoidę (296) Phaëtusa.
- 1893 – Auguste Charlois odkrył planetoidę (372) Palma.
- 1905 – Cesarz Rosji Mikołaj II Romanow wydał manifest powołujący do życia Dumę Państwową, która w założeniu miała być jedynie organem doradczym monarchy.
- 1913 – Francuz Adolphe Pégoud wykonał pierwszy skok ze spadochronem z pokładu samolotu.
- 1915:
  - I wojna światowa: na Morzu Północnym brytyjski okręt-pułapka zatopił niemiecki okręt podwodny U-27, w wyniku czego zginęła cała, 37-osobowa załoga.
  - Zwycięstwo floty rosyjskiej nad niemiecką w bitwie w Zatoce Ryskiej.
- 1919:
  - Afganistan uzyskał niepodległość (od Wielkiej Brytanii).
  - I Korpus Ukraińskiej Armii Halickiej w czasie ofensywy na Kijów zdobył Berdyczów.
- 1920 – Wojna polsko-bolszewicka: w Mińsku rozpoczęły się rozmowy pokojowe.
- 1927 – Władze Cerkwi prawosławnej uznały państwo radzieckie.
- 1931 – Powódź w środkowych Chinach: zanotowano rekordowy poziom wody na rzece Huai He (dopływie Jangcy), przekraczający o 16 m stan normalny. W trwającej od lipca do listopada powodzi zginęło od 400 tys. do 4 mln osób.
- 1934 – 90% obywateli Niemiec zatwierdziło w referendum połączenie urzędów prezydenta i kanclerza i objęcie utworzonego w ich miejsce urzędu wodza i kanclerza Rzeszy przez Adolfa Hitlera.
- 1936 – Rozpoczął się pierwszy proces moskiewski.
- 1939:
  - Józef Stalin wyraził zgodę na zawarcie paktu z Hitlerem.
  - W Berlinie podpisana została niemiecko-radziecka umowa handlowa.
- 1940 – Kampania wschodnioafrykańska: zakończyła się zwycięska włoska inwazja na Somali Brytyjskie (3–19 sierpnia).
- 1941 – Atak Niemiec na ZSRR: wojska niemieckie zdobyły Homel.
- 1942:
  - Front wschodni: gen. Friedrich Paulus wydał rozkaz ataku na Stalingrad; Armia Czerwona rozpoczęła operację siniawińską w celu przerwania niemieckiej blokady Leningradu.
  - Front zachodni: wojska alianckie przeprowadziły nieudany rajd na Dieppe na wybrzeżu francuskim.
- 1944:
  - Front zachodni: rozpoczęła się bitwa o Mont Ormel.
  - Wybuchło powstanie paryskie.
- 1953 – W przygotowanym przez CIA i MI6 zamachu stanu został obalony Mohammad Mosaddegh premier Iranu wybrany w wolnych wyborach. Powodem było pozbawienie Imperium Brytyjskiego kontroli nad irańską ropą[4].
- 1960:
  - Mjr Gary Powers, pilot zestrzelonego 1 maja tego roku nad ZSRR amerykańskiego samolotu szpiegowskiego Lockheed U-2, został skazany na 10 lat pozbawienia wolności za szpiegostwo.
  - Po wykonaniu 1432 zdjęć ZSRR i Europy Wschodniej opadająca na spadochronie kapsuła powrotna z wystrzelonego poprzedniego dnia satelity rozpoznawczego Discoverer 14 została przechwycona niedaleko Hawajów przez samolot Fairchild C-119 Flying Boxcar. Była to pierwsza tego typu zakończona sukcesem operacja w historii.
  - Wystrzelono radziecki statek kosmiczny Sputnik 2 z psami Biełką i Striełką na pokładzie.
- 1965:
  - Eisaku Satō jako pierwszy powojenny premier Japonii przybył na okupowaną wówczas przez wojska amerykańskie Okinawę.
  - RFN i Izrael nawiązały stosunki dyplomatyczne.
- 1966 – W trzęsieniu ziemi z epicentrum w okolicy miasta Varto we wschodniej Turcji zginęły 2394 osoby, a 1489 osób zostało rannych.
- 1974 – Amerykański ambasador na Cyprze Rodger Davies zginął w wyniku ostrzelania gmachu ambasady w Nikozji przez demonstrujących Greków cypryjskich.
- 1977 – Nikołaj Czernych odkrył kometę 101P/Chernykh.
- 1979:
  - Byli liderzy Czerwonych Khmerów Pol Pot i Ieng Sary zostali skazani zaocznie przez Ludowy Trybunał Rewolucyjny w stolicy Kambodży Phnom Penh na karę śmierci i konfiskatę mienia za zbrodnie popełnione w czasie istnienia Demokratycznej Kampuczy.
  - Władimir Lachow i Walerij Riumin opuścili stację kosmiczną Salut 6 i powrócili na Ziemię na pokładzie statku Sojuz 34 po rekordowych wówczas 175 dniach pobytu w kosmosie.
- 1980 – Na lotnisku w stolicy Arabii Saudyjskiej Rijadzie spłonął po awaryjnym lądowaniu należący do Saudi Arabian Airlines samolot Lockheed L-1011, w wyniku czego zginęło wszystkich 301 osób na pokładzie.
- 1981 – Podczas potyczki nad zatoką Wielka Syrta dwa amerykańskie myśliwce Grumman F-14 Tomcat z lotniskowca USS „Nimitz” zestrzeliły dwa libijskie Su-22.
- 1982 – Rozpoczęła się misja statku Sojuz T-7 z drugą w historii kosmonautką Swietłaną Sawicką na pokładzie.
- 1985 – Papież Jan Paweł II spotkał się w Casablance z królem Maroka Hasanem II.
- 1987 – W angielskim Hungerford 27-letni robotnik Michael Robert Ryan zastrzelił 16 osób (w tym swoją matkę), zranił 15, po czym popełnił samobójstwo.
- 1989 – Podczas tzw. Pikniku Panaeuropejskiego, zorganizowanego za zgodą władz, otwarto na 3 godziny granicę węgiersko-austriacką, dzięki czemu na Zachód przedostało się kilkuset obywateli NRD.
- 1990 – Na terenie Mołdawii została proklamowana separatystyczna Republika Gagauzji.
- 1991 – Prezydent ZSRR Michaił Gorbaczow został obalony w wyniku puczu wojskowego (tzw. puczu Janajewa).
- 1992 – Na Madagaskarze przyjęto nową konstytucję.
- 1994 – Chandrika Kumaratunga objęła funkcję premiera Sri Lanki.
- 1998 – Podczas odbywających się w Budapeszcie XVII Mistrzostw Europy w Lekkoatletyce Francuzka Christine Arron ustanowiła rekord Europy w biegu na 100 metrów (10,73 s).
- 2000 – Poświęcono odbudowany po wysadzeniu w 1931 roku sobór Chrystusa Zbawiciela w Moskwie.
- 2002 – W Czeczenii został zestrzelony przez rebeliantów rosyjski ciężki śmigłowiec transportowy Mi-26, w wyniku czego zginęło 118 osób, a 29 zostało rannych.
- 2003:
  - W dokonanym przez członka Hamasu samobójczym zamachu bombowym na autobus w Jerozolimie zginęły 23 osoby.
  - W wyniku zamachu na siedzibę ONZ w Bagdadzie zginął specjalny wysłannik sekretarza generalnego ONZ Brazylijczyk Sérgio Vieira de Mello oraz 21 innych pracowników organizacji.
- 2004 – W wypadku samochodowym w Iraku zginęli: st. szer. nadterminowy Grzegorz Rusinek i szer. nadterminowy Sylwester Kutrzyk, obaj z 18. Bielskiego Batalionu Powietrznodesantowego im. kpt. Ignacego Gazurka z Bielska-Białej.
- 2005 – Pierre Nkurunziza został wybrany przez 160-osobowe kolegium wyborcze na urząd prezydenta Burundi.
- 2007 – Obywatele Tajlandii przyjęli w referendum nową konstytucję.
- 2008:
  - 48 osób zginęło w ataku kierowcy-samobójcy na akademię policyjną w Issers w Algierii.
  - Co najmniej 32 osoby zginęły w samobójczym zamachu na szpital w Dera Ismail Khan w Pakistanie.
  - Operacja „Enduring Freedom”: 10 francuskich żołnierzy zginęło, a ponad 20 zostało rannych w bitwie z talibami pod Uzbin w Afganistanie.
- 2009 – Co najmniej 95 osób zginęło, a około 500 zostało rannych w serii zamachów bombowych w Bagdadzie.
- 2010 – Ostatnie amerykańskie oddziały bojowe opuściły Irak.
- 2011 – 48 osób zginęło, a ok. 100 zostało rannych w samobójczym zamachu bombowym w mieście Dżamrud w północno-zachodnim Pakistanie.
- 2012 – 32 osoby zginęły w katastrofie sudańskiego samolotu rządowego An-26 w pobliżu miasta Talodi.
- 2013 – Radykalni islamiści na Półwyspie Synaj zaatakowali mikrobusy przewożące nieuzbrojonych policjantów i dokonali egzekucji 25 z nich.
- 2014 – Z Centrum Startowego Satelitów Taiyuan w środkowych Chinach wystrzelono rakietę z drugim polskim sztucznym satelitą naukowym Heweliusz.
- 2017 – 23 osoby zginęły, a 156 zostało rannych w wyniku wykolejenia pociągu w miejscowości Khatauli w indyjskim stanie Uttar Pradesh.
- 2020 – Prezydent Ibrahim Boubacar Keïta i premier Mali Boubou Cissé zostali obaleni w wojskowym zamachu stanu.

## Urodzili się
- 232 – Probus, cesarz rzymski (zm. 282)
- 1398 – Íñigo López de Mendoza, kastylijski poeta, polityk (zm. 1458)
- 1521 – Lodovico Guicciardini, włoski pisarz, kupiec (zm. 1589)
- 1533 – Markus Sitticus von Hohenems, niemiecki duchowny katolicki, biskup Konstancji, kardynał (zm. 1595)
- 1557 – Fryderyk I, książę Wirtembergii (zm. 1608)
- 1558 – Franciszek Burbon-Conti, książę Conti (zm. 1614)
- 1570 – Salamone Rossi, włoski kompozytor (zm. 1630)
- 1596 – Elżbieta Stuart, księżniczka angielska i szkocka, elektorowa palatynacka, królowa czeska (zm. 1662)
- 1613 – Michał Zebrzydowski, polski szlachcic, polityk (zm. 1667)
- 1621 – Gerbrand van den Eeckhout, holenderski malarz (zm. 1674)
- 1631:
  - Maffeo Barberini, włoski arystokrata, polityk (zm. 1685)
  - John Dryden, angielski poeta, dramaturg (zm. 1700)
- 1646 – John Flamsteed, angielski astronom (zm. 1719)
- 1649 – Sigismondo Chigi, włoski kardynał (zm. 1678)
- 1686 – Antonio Tonelli, włoski kompozytor, wiolonczelista (zm. 1765)
- 1689 – Samuel Richardson, angielski pisarz (zm. 1761)
- 1700 – Kazimierz Wyszyński, polski zakonnik, prezbiter, generał Zgromadzenia Księży Marianów, czcigodny Sługa Boży (zm. 1755)
- 1704 – Bernardo Vittone, włoski architekt (zm. 1770)
- 1710 – Charles Wyndham, brytyjski arystokrata, polityk (zm. 1763)
- 1711 – Edward Boscawen, angielski admirał, polityk (zm. 1761)
- 1719 – Charles François de Broglie, francuski szpieg, dyplomata (zm. 1781)
- 1721 – Filippo Maria Visconti, włoski duchowny katolicki, arcybiskup Mediolanu (zm. 1801)
- 1741 – Szczepan Hołowczyc, polski duchowny katolicki, biskup sandomierski, arcybiskup warszawski, prymas Królestwa Polskiego (zm. 1823)
- 1743 – Maria Joanna du Barry, francuska kurtyzana, faworyta Ludwika XV (zm. 1793)
- 1745 – Johan Gottlieb Gahn, szwedzki chemik (zm. 1818)
- 1748 – Franciszek Regis Clet, francuski lazarysta, misjonarz, męczennik, święty (zm. 1820)
- 1753 – Matwiej Płatow, rosyjski generał kawalerii, ataman dońskich wojsk kozackich (zm. 1818)
- 1757 – Jean-Baptiste Annibal Aubert du Bayet, francuski generał, polityk (zm. 1797)
- 1759 – Adriana Ferrarese, włoska śpiewaczka operowa (sopran) (zm. po 1803)
- 1774 – Denis-Benjamin Viger, kanadyjski polityk, prozaik, eseista (zm. 1861)
- 1778 – Iwan Mohylnyckyj, ukraiński duchowny greckokatolicki, działacz oświatowy (zm. 1831)
- 1779 – Auguste de Forbin, francuski malarz, antykwariusz (zm. 1841)
- 1780 – Pierre-Jean de Béranger, francuski poeta, autor piosenek (zm. 1857)
- 1793 – Samuel Griswold Goodrich, amerykański pisarz, wydawca (zm. 1860)
- 1794 – August von Senarclens de Grancy, szwajcarsko-niemiecki arystokrata (zm. 1871)
- 1795 – Tadeusz Wasilewski, polski ziemianin, polityk (zm. 1850)
- 1799 – Maria Luisa Prosperi, włoska benedyktynka, stygmatyczka, błogosławiona (zm. 1847)
- 1801 – Konstanty Parczewski, polski major, uczestnik powstania listopadowego (zm. 1855)
- 1804 – Marie-Alphonse Bedeau, francuski generał, polityk (zm. 1863)
- 1805 – Jules Barthélemy-Saint-Hilaire, francuski filozof, polityk (zm. 1895)
- 1808 – James Nasmyth, szkocki astronom (zm. 1890)
- 1819 – Julius van Zuylen van Nijevelt, holenderski polityk, premier Holandii (zm. 1894)
- 1829 – Edward Moran, amerykański malarz pochodzenia brytyjskiego (zm. 1901)
- 1830 – Lothar Meyer, niemiecki chemik (zm. 1895)
- 1838 – Hugo Hildebrand Hildebrandsson, szwedzki meteorolog, wykładowca akademicki (zm. 1925)
- 1843:
  - Charles Montagu Doughty, brytyjski poeta, prozaik, podróżnik (zm. 1926)
  - Cyrus Ingerson Scofield, amerykański prawnik, polityk, pastor i teolog protestancki, kaznodzieja kongregacjonalistyczny, kreacjonista (zm. 1921)
- 1845 – Edmond James de Rothschild, francuski kolekcjoner, mecenas sztuki pochodzenia żydowskiego (zm. 1934)
- 1846 – Luis Martín, hiszpański duchowny katolicki, generał zakonu jezuitów (zm. 1906)
- 1847 – Hans Paul Bernhard Gierke, niemiecki anatom (zm. 1886)
- 1848 – Gustave Caillebotte, francuski malarz (zm. 1894)
- 1849:
  - Hugo Królikowski, polski prawnik, sędzia, polityk (zm. 1915)
  - Joaquim Nabuco de Araujo, brazylijski historyk, polityk, przywódca ruchu abolicjonistycznego (zm. 1910)
- 1851 – Frans Schollaert, belgijski prawnik, polityk, premier Belgii (zm. 1917)
- 1855 – Hugh Arnold-Forster, brytyjski polityk (zm. 1909)
- 1856:
  - John Cotton Dana, amerykański bibliotekarz (zm. 1929)
  - Harold Frederic, amerykański dziennikarz, pisarz (zm. 1898)
  - Bolesław Matuszewski, polski fotograf, teoretyk sztuki filmowej (zm. 1943)
- 1857 – Edgar Vincent D’Abernon, brytyjski polityk, dyplomata, pisarz (zm. 1941)
- 1860 – William Mackenzie, brytyjski prawnik, polityk (zm. 1942)
- 1861 – Maksymilian Baruch, polski prawnik, historyk pochodzenia żydowskiego (zm. 1933)
- 1869 – Waldemar Titzenthaler, niemiecki fotograf (zm. 1937)
- 1871 – Orville Wright, amerykański pionier lotnictwa (zm. 1948)
- 1878 – Manuel Luis Quezon, filipiński polityk, prezydent Filipin (zm. 1944)
- 1881:
  - George Enescu, rumuński kompozytor, dyrygent, skrzypek, pianista (zm. 1955)
  - Kingsley Wood, brytyjski polityk (zm. 1943)
- 1882 – Stefania Betcherowa, polska aktorka (zm. 1945)
- 1883 – Coco Chanel, francuska projektantka mody (zm. 1971)
- 1885:
  - Ludwig Moshamer, niemiecki architekt (zm. 1946)
  - Aleksander Jerzy Szczęsny, polski poeta (zm. 1929)
- 1886:
  - Robert Heger, niemiecki dyrygent, kompozytor (zm. 1978)
  - Antonio J. Onieva, hiszpański pedagog, dziennikarz, pisarz (zm. 1977)
  - Ludwik Piotrowicz, polski historyk starożytności, wykładowca akademicki (zm. 1957)
- 1887 – Aleksandr Minkin, radziecki polityk, dyplomata (zm. 1955)
- 1888 – Stanisław Trzebunia, polski podpułkownik piechoty, działacz niepodległościowy (zm. 1960)
- 1890 – Augusta Wiktoria Hohenzollern-Sigmaringen, niemiecka arystokratka, „de iure“ królowa Portugalii (zm. 1966)
- 1891 – Andrij Bratuń, ukraiński polityk (zm. po 1932)
- 1892:
  - Otto Fahr, niemiecki pływak (zm. 1969)
  - Edwin Holgate, kanadyjski malarz, ilustrator książek (zm. 1977)
- 1893:
  - Kamil Giżycki, polski pisarz, podróżnik, podporucznik (zm. 1968)
  - Stefan Starzyński, polski major, ekonomista, publicysta, polityk, komisaryczny prezydent Warszawy (zm. 1939)
- 1894:
  - Reginald Krzyżanowski, polski duchowny katolicki, Sługa Boży (zm. 1939)
  - Ludwik Kubasiewicz, polski major piechoty (zm. 1940)
- 1897 – Peter Högl, niemiecki funkcjonariusz nazistowski, dowódca Służby Bezpieczeństwa III Rzeszy (zm. 1945)
- 1898 – Eleanor Boardman, amerykańska aktorka (zm. 1991)
- 1899:
  - Bojan Danowski, bułgarski reżyser teatralny (zm. 1976)
  - German, serbski biskup prawosławny, patriarcha Serbii (zm. 1991)
- 1900:
  - Siemion Afonin, radziecki generał major służby inżynieryjno-czołgowej (zm. 1944)
  - Olga Bakłanowa, rosyjska aktorka (zm. 1974)
  - John Dollard, amerykański psycholog (zm. 1981)
  - Leo Ghering, holenderski piłkarz (zm. 1966)
  - Colleen Moore, amerykańska aktorka, pisarka (zm. 1988)
  - Gilbert Ryle, brytyjski filozof, wykładowca akademicki (zm. 1976)
  - Jacek Trawiński, polski dyplomata (zm. 1971)
- 1901:
  - Jochanan Bader, izraelski prawnik, dziennikarz, polityk (zm. 1994)
  - René Capitant, francuski prawnik, polityk (zm. 1970)
- 1902:
  - Władimir Kirszon, rosyjski prozaik, dramaturg (zm. 1938)
  - Ogden Nash, amerykański poeta (zm. 1971)
- 1903 – Nikołaj Szengełaja, gruziński reżyser filmowy (zm. 1943)
- 1904:
  - Zygmunt Młynarski, polski historyk, pedagog (zm. 1963)
  - Charles Newman, brytyjski podpułkownik (zm. 1972)
- 1905 – Grigorij Kwasow, radziecki polityk (zm. 1977)
- 1906:
  - Marcel Desprets, francuski szpadzista (zm. 1973)
  - Leonid Sołowjow, rosyjski pisarz (zm. 1962)
- 1907:
  - Elizeusz García García, hiszpański salezjanin, męczennik, błogosławiony (zm. 1936)
  - Aleksiej Łarionow, radziecki polityk (zm. 1960)
  - Radovan Zagović, czarnogórski poeta (zm. 1986)
- 1908 – Eino Virtanen, fiński zapaśnik (zm. 1980)
- 1909:
  - Jerzy Andrzejewski, polski pisarz, publicysta, felietonista, scenarzysta, współzałożyciel KSS „KOR” (zm. 1983)
  - Rafaił Pierielsztiejn, radziecki reżyser filmowy (zm. 1978)
  - Carl Gustaf von Rosen, szwedzki arystokrata, pilot, awanturnik (zm. 1977)
  - Vladimír Skalička, czeski językoznawca, wykładowca akademicki (zm. 1991)
- 1910:
  - Wolfgang Falck, niemiecki pilot wojskowy, as myśliwski (zm. 2007)
  - Alfonsa Muttathupadathu, indyjska klaryska, święta (zm. 1946)
  - Rudolf Svedberg, szwedzki zapaśnik (zm. 1992)
  - Stefan Tytor, polski szachista (zm. ?)
- 1911:
  - Sándor Bíró, węgierski piłkarz (zm. 1988)
  - Zdzisław Kaczmarczyk, polski historyk, prawnik, polityk, poseł na Sejm PRL (zm. 1980)
  - Stefan Wołoszyn, polski filozof, pedagog (zm. 2004)
- 1912:
  - Bolesław Lewandowski, polski dyrygent, kompozytor, pedagog (zm. 1981)
  - Jan Wierusz-Kowalski, polski benedyktyn, religioznawca (zm. 2000)
- 1913:
  - Wasilij Czorny, radziecki polityk (zm. 1996)
  - Magnar Fosseide, norweski dwuboista klasyczny, biegacz narciarski (zm. 1983)
  - Ryszard Widelski, polski żołnierz AK i WiN (zm. 1949)
- 1914:
  - Lajos Baróti, węgierski trener piłkarski (zm. 2005)
  - Maurice Bourgès-Maunoury, francuski polityk, premier Francji (zm. 1993)
  - Boris Diożkin, rosyjski twórca filmów animowanych (zm. 1992)
  - Gaston Godel, szwajcarski lekkoatleta, chodziarz (zm. 2004)
  - Fumio Hayasaka, japoński kompozytor (zm. 1955)
  - Józef Makowski, polski malarz, rzeźbiarz (zm. 1997)
  - Raymond Marcellin, francuski polityk (zm. 2004)
- 1915:
  - Aleksander Jackiewicz, polski krytyk filmowy, teoretyk filmu, pisarz (zm. 1988)
  - Władysław Pawłowski, polski piłkarz, bramkarz (zm. 1992)
  - Wasilij Sitnikow, rosyjski malarz (zm. 1987)
- 1916 – Dennis Poore, brytyjski kierowca wyścigowy (zm. 1987)
- 1917 – Andriej Biełow, radziecki marszałek wojsk łączności (zm. 2001)
- 1918:
  - Shankar Dayal Sharma, indyjski prawnik, polityk, prezydent Indii (zm. 1999)
  - Czesław Sypniewski, polski polityk, poseł na Sejm PRL (zm. 1999)
- 1919 – Gerard Malcher, polski żołnierz ZWZ-AK (zm. 1942)
- 1920:
  - Władimir Diegtiariow, radziecki polityk (zm. 1993)
  - John Goodlad, amerykański pedagog, teoretyk edukacji (zm. 2014)
- 1921:
  - Marian Kujawski, polski emigracyjny historyk wojskowości (zm. 1983)
  - Philip Potter, dominicki duchowny protestancki, sekretarz generalny Światowej Rady Kościołów (zm. 2015)
  - Gene Roddenberry, amerykański producent telewizyjny (zm. 1991)
- 1922:
  - Léopold Anoul, belgijski piłkarz, trener (zm. 1990)
  - Hernán Carvallo, chilijski piłkarz (zm. 2011)
  - David Ennals, brytyjski polityk (zm. 1995)
  - Stephen Wurm, australijski językoznawca, wykładowca akademicki pochodzenia niemiecko-węgierskiego (zm. 2001)
- 1923:
  - Andrzej Braun, polski prozaik, poeta, reportażysta (zm. 2008)
  - Mirosław Janakiew, bułgarski językoznawca, wykładowca akademicki (zm. 1998)
  - Nils Landgren, szwedzki bobsleista (zm. 2002)
  - Patrick Martin, amerykański bobsleista (zm. 1987)
- 1924:
  - Willard Boyle, amerykański fizyk, laureat Nagrody Nobla pochodzenia kanadyjskiego (zm. 2011)
  - Abdul Reza Pahlawi, irański książę (zm. 2004)
- 1925:
  - Ryszard Brzozowski, polski lekarz, profesor nauk medycznych, uczestnik powstania warszawskiego (zm. 2019)
  - Aleksander Drożdżyński, polski dziennikarz, publicysta, pisarz, satyryk pochodzenia żydowskiego (zm. 1981)
  - Piotr Pawłowski, polski aktor, reżyser teatralny (zm. 2012)
- 1926:
  - Andrzej Cybulski, polski malarz, scenograf (zm. 1971)
  - Małgorzata Hillar, polska poetka (zm. 1995)
- 1927:
  - Paraskiewas Awjerinos, grecki lekarz, polityk
  - L.Q. Jones, amerykański aktor (zm. 2022)
  - Gert Petersen, duński dziennikarz, polityk (zm. 2009)
  - Maria Radomska, polska agrotechnik (zm. 2018)
- 1928:
  - Jerzy Blaszyński, polski operator dźwięku (zm. 2022)
  - Bernard Levin, brytyjski dziennikarz (zm. 2004)
  - Walter Massey, kanadyjski aktor (zm. 2014)
- 1929:
  - Ewa Berberyusz, polska dziennikarka, reportażystka, pisarka (zm. 2020)
  - Bogdan Głębowicz, polski historyk, wykładowca akademicki (zm. 1974)
- 1930:
  - Frank McCourt, amerykański pisarz (zm. 2009)
  - Józef Świder, polski kompozytor (zm. 2014)
- 1931:
  - Elena Cotta, włoska aktorka
  - Wincenty Grabarczyk, polski aktor, reżyser teatralny (zm. 2023)
- 1932:
  - Tadeusz Chruściński, polski trener piłkarski (zm. 2018)
  - Alina Kowalska, polska językoznawczyni, profesor nauk humanistycznych (zm. 2001)
  - Banharn Silpa-archa, tajski polityk, premier Tajlandii (zm. 2016)
  - Stanisław Weremczuk, polski prozaik, poeta, dramaturg, dziennikarz, publicysta (zm. 2008)
- 1933:
  - Guy Grosso, francuski aktor, komik (zm. 2001)
  - Alan Metter, amerykański reżyser, scenarzysta i producent filmowy (zm. 2020)
  - Debra Paget, amerykańska aktorka
- 1934:
  - Koba Cakadze, gruziński skoczek narciarski
  - Regina Chłopicka, polska teoretyk muzyki (zm. 2021)
  - Ambrose De Paoli, amerykański duchowny katolicki, arcybiskup, nuncjusz apostolski (zm. 2007)
  - Ron Jones, brytyjski lekkoatleta, sprinter (zm. 2021)
  - Wiktor Ostrzołek, polski witrażysta, malarz, grafik, designer, akwarelista
- 1935:
  - Martin Birrane, irlandzki przedsiębiorca, kierowca wyścigowy (zm. 2018)
  - Dumitru Radu Popescu, rumuński prozaik, dramaturg, poeta, polityk (zm. 2023)
  - Laurynas Stankevičius, litewski ekonomista, polityk, premier Litwy (zm. 2017)
- 1936 – Gilbert Amy, francuski pianista, kompozytor, dyrygent
- 1937:
  - Niall Andrews, irlandzki polityk (zm. 2006)
  - Richard Møller Nielsen, duński piłkarz, trener (zm. 2014)
  - Ewaryst Waligórski, polski ekonomista, polityk, minister transportu i gospodarki morskiej
  - Aleksandr Wampiłow, rosyjski dramaturg, prozaik (zm. 1972)
- 1938:
  - Roman Bazan, polski piłkarz (zm. 2012)
  - Andrzej Bławdzin, polski kolarz szosowy (zm. 2023)
  - Alicja Krawczykówna, polska aktorka
  - Wałentyn Mankin, ukraiński żeglarz sportowy (zm. 2014)
  - Diana Muldaur, amerykańska aktorka
  - Ove Olsson, szwedzki piłkarz
- 1939:
  - Alan Baker, brytyjski matematyk, wykładowca akademicki (zm. 2018)
  - Ginger Baker, brytyjski perkusista, członek zespołów Cream i Blind Faith (zm. 2019)
  - Max Lorenz, niemiecki piłkarz
  - Yves Piétrasanta, francuski fizyk, samorządowiec, polityk, eurodeputowany (zm. 2022)
  - Nashatar Singh Sidhu, malezyjski lekkoatleta, kulomiot, oszczepnik i dyskobol
  - Wiktor Ugriumow, rosyjski jeździec sportowy
- 1940:
  - Govind Nihalani, indyjski reżyser, scenarzysta, operator i producent filmowy
  - Jill St. John, amerykańska aktorka
- 1941:
  - Jim Airey, australijski żużlowiec
  - Ewa Ciepiela, polska aktorka (zm. 2024)
- 1942:
  - Ray Cooper, brytyjski muzyk, aktor
  - Jacek Salij, polski duchowny katolicki, dominikanin, teolog, tomista, pisarz, publicysta
  - Fred Thompson, amerykański prawnik, aktor, polityk, senator (zm. 2015)
  - Milan Vukić, serbski szachista
- 1943:
  - Bruce Ackerman, amerykański prawnik, politolog, filozof polityczny
  - Borys Sawczuk, ukraiński lekkoatleta, sprinter
  - Ryszard Zuber, francuski językoznawca, logik pochodzenia polskiego
- 1944:
  - Marie-Rose Gaillard, belgijska kolarka szosowa (zm. 2022)
  - Hugo Gatti, argentyński piłkarz (zm. 2025)
  - Stew Johnson, amerykański koszykarz
  - Antoni Kopff, polski pianista, kompozytor, aranżer (zm. 2021)
  - Bodil Malmsten, szwedzka pisarka (zm. 2016)
- 1945:
  - Jacques De Decker, belgijski prozaik, dramaturg, krytyk literacki (zm. 2020)
  - Ian Gillan, brytyjski wokalista, członek zespołu Deep Purple
  - István Kovács, węgierski dyplomata, prozaik, poeta, tłumacz
  - Aiko Onozawa, japońska siatkarka
- 1946:
  - Bill Clinton, amerykański polityk, gubernator stanu Arkansas, prezydent USA
  - Kazimierz Jasiński, polski kolarz szosowy (zm. 2012)
  - Michał Rożek, polski historyk sztuki (zm. 2015)
  - Zoja Rudnowa, rosyjska tenisistka stołowa (zm. 2014)
- 1947:
  - Maciej Łopiński, polski dziennikarz, polityk
  - Gerald McRaney, amerykański aktor
  - Javier Nart, hiszpański prawnik, adwokat, korespondent wojenny, publicysta, polityk
- 1948:
  - Jim Carter, brytyjski aktor
  - Luisa Fuentes, peruwiańska siatkarka (zm. 2025)
  - Tipper Gore, amerykańska działaczka społeczna, druga dama
  - Joanna Kasperska, polska aktorka
  - Deana Martin, amerykańska piosenkarka, aktorka, pisarka, konferansjerka
  - Ian McElhinney, północnoirlandzki aktor, reżyser teatralny
  - Petr Mikeš, czeski poeta, tłumacz (zm. 2016)
  - Giuseppe Petrocchi, włoski duchowny katolicki, arcybiskup metropolita L’Aquili, kardynał
  - Tomas Söderberg, szwedzki piłkarz, trener
  - Toshio Suzuki, japoński producent filmowy
- 1949:
  - Aleksandr Łukjanow, rosyjski sternik wioślarski
  - Stefan Meniok, ukraiński duchowny greckokatolicki, egzarcha doniecki
  - Stefan Pastuszewski, polski dziennikarz, poeta, prozaik, polityk, poseł na Sejm RP
  - Giovanni Roncari, włoski duchowny katolicki, biskup Pitigliano-Sovana-Orbetello
- 1950:
  - Reinhard Fabisch, niemiecki piłkarz, trener (zm. 2008)
  - Mary Doria Russell, amerykańska paleontolog, pisarka science fiction
  - Bogusław Sar, polski aktor (zm. 2016)
  - Muhammad Mian Soomro, pakistański polityk, premier i p.o. prezydenta Pakistanu
  - Jarosław Józef Szczepański, polski dziennikarz i publicysta ekonomiczny pochodzenia żydowskiego
- 1951:
  - John Deacon, brytyjski basista, członek zespołu Queen
  - Ewa Józefczyk, polska aktorka (zm. 2018)
  - János Karácsony, węgierski gitarzysta, członek zespołu Locomotiv GT
  - Jean-Luc Mélenchon, francuski polityk
  - Gustavo Santaolalla, argentyński kompozytor muzyki filmowej
- 1952:
  - Andreas Decker, niemiecki wioślarz
  - Jonathan Frakes, amerykański aktor pochodzenia brytyjsko-niemieckiego
  - André Gevers, holenderski kolarz szosowy, torowy i przełajowy
  - Gabriela Grillo, niemiecka jeźdźczyni sportowa (zm. 2024)
  - Bodo Hombach, niemiecki przedsiębiorca, polityk
  - Stephen Hughes, brytyjski polityk
- 1953:
  - Zbigniew Kowalewski, polski reżyser filmowy
  - Bohdan Maruszewski, polski kardiochirurg dziecięcy
  - Nanni Moretti, włoski aktor, reżyser, scenarzysta i producent filmowy
  - Irena Piłatowska-Mądry, polska dziennikarka radiowa, reportażystka
- 1954:
  - Aleksandr Blinow, rosyjski jeździec sportowy (zm. 2021)
  - Magdalena Ficowska-Łuszczek, polska pisarka, poetka
- 1955:
  - Mieczysław Augustyn, polski samorządowiec, polityk, senator RP
  - Peter Gallagher, amerykański aktor, wokalista pochodzenia irlandzkiego
  - Apisai Ielemia, tuvalski polityk, premier Tuvalu (zm. 2018)
  - Cindy Nelson, amerykańska narciarka alpejska
  - Patricia Scotland, brytyjska prawnik, polityk
  - Ibrahim Isaac Sidrak, egipski duchowny koptyjski, patriarcha Aleksandrii
  - Fabian Stang, norweski adwokat, polityk
  - Thomas Vogtherr, niemiecki historyk
  - Juliusz Krzysztof Warunek, polski aktor
  - Ned Yost, amerykański baseballista
- 1956:
  - Adam Arkin, amerykański aktor pochodzenia żydowskiego
  - Maria Berger, austriacka prawnik, polityk
  - Sergio Brio, włoski piłkarz
  - Hassan Nazari, irański piłkarz, trener
- 1957:
  - Rudolf Bommer, niemiecki piłkarz, trener
  - Martin Donovan, amerykański aktor
  - Mary Jo Eustace, kanadyjska aktorka
  - Javier Lambán, hiszpański historyk, nauczyciel, samorządowiec, polityk, prezydent Aragonii (zm. 2025)
  - Cesare Prandelli, włoski piłkarz, trener
  - Márta Sebestyén, węgierska wokalistka folkowa, kompozytorka, aktorka
- 1958:
  - Tadeusz Chudecki, polski aktor
  - Gary Gaetti, amerykański baseballista pochodzenia włoskiego
  - Doug Hamilton, kanadyjski wioślarz
  - Brendan Nelson, australijski lekarz, polityk
  - Tomasz Samosionek, polski operator filmowy
  - Rick Snyder, amerykański polityk, gubernator stanu Michigan
  - Marek Szala, polski rzeźbiarz
- 1959:
  - Giorgi Czanturia, gruziński polityk (zm. 1994)
  - Pamela Fryman, amerykańska reżyserka i producentka telewizyjna
  - Steve Grimmett, brytyjski wokalista i perkusista heavymetalowy (zm. 2022)
  - Ricky Pierce, amerykański koszykarz
- 1960:
  - Stephen Hicks, kanadyjsko-amerykański filozof, wykładowca akademicki
  - Paul Satterfield, amerykański aktor
  - Jožef Školč, słoweński polityk
  - Jakub (Tislenko), rosyjski biskup prawosławny
- 1961:
  - Frédéric Antonetti, francuski piłkarz, trener
  - Danuta Bartoszek, polska lekkoatletka, biegaczka średniodystansowa
  - Francesca Comencini, włoska reżyserka i scenarzystka filmowa
  - Leszek Górski, polski pływak, trener (zm. 2025)
  - Marek Grzelaczyk, polski samorządowiec, polityk, prezydent Zamościa, wojewoda zamojski
  - Zbigniew Krzywański, polski gitarzysta, kompozytor, członek zespołów Republika i Opera
  - Alessandra Sabattini, włoska czcigodna Służebnica Boża (zm. 1984)
  - Luciano Vecchi, włoski samorządowiec, polityk, eurodeputowany
- 1962:
  - Dragutin Čelić, chorwacki piłkarz
  - Valérie Kaprisky, francuska aktorka
  - Bernd Lucke, niemiecki ekonomista, wykładowca akademicki, polityk, eurodeputowany
  - Michael Massimino, amerykański inżynier, astronauta
  - Ulrik Schmidt, duński curler
  - Raimonds Vilde, łotewski siatkarz
- 1963:
  - Darcy DeMoss, amerykańska aktorka
  - Matthew Glave, amerykański aktor
  - Wioleta Ninowa, bułgarska wioślarka
  - John Stamos, amerykański aktor
  - Joey Tempest, szwedzki wokalista, pianista, gitarzysta, autor tekstów, członek zespołu Europe
- 1964:
  - Vincent Dollmann, francuski duchowny katolicki, arcybiskup Cambrai
  - Adas Jakubauskas, litewski przedsiębiorca, politolog, działacz społeczny pochodzenia tatarskiego
  - Pete Ricketts, amerykański polityk, gubernator stanu Nebraska
  - Walerij Tichonienko, rosyjski koszykarz, trener
- 1965:
  - Rubens Caribé, brazylijski aktor (zm. 2022)
  - Kevin Dillon, amerykański aktor
  - Augustine Eguavoen, nigeryjski piłkarz, trener
  - Bernard Maseli, polski wibrafonista, członek zespołu Walk Away
  - Maria de Medeiros, portugalska aktorka, reżyserka filmowa, piosenkarka
  - Kyra Sedgwick, amerykańska aktorka, producentka filmowa
  - James Tomkins, australijski wioślarz
- 1966:
  - Shelby Cannon, amerykański tenisista
  - Roque Costa Souza, brazylijski duchowny katolicki, biskup pomocniczy Rio de Janeiro
  - Paolo Gabriele, włoski kamerdyner papieski (zm. 2020)
- 1967:
  - Abdellah Bidane, marokański piłkarz
  - Roman Olszewski, polski koszykarz, działacz sportowy
  - Nandana Sen, indyjska aktorka, scenarzystka i producentka filmowa
  - Dallas Seymour, nowozelandzki rugbysta
  - Sa’id al-Uwajran, saudyjski piłkarz
- 1968:
  - Roger Freestone, walijski piłkarz, bramkarza
  - Nikolaos Kaklamanakis, grecki windsurfer
  - Andrij Sadowy, ukraiński polityk, samorządowiec, mer Lwowa
  - Philipp Schlosser, niemiecki szachista
- 1969:
  - Nate Dogg, amerykański raper (zm. 2011)
  - Matthew Perry, amerykańsko-kanadyjski aktor, komik, producent filmowy, dramatopisarz (zm. 2023)
  - Torkel Petersson, szwedzki aktor
  - Czołpon Sułtanbiekowa, kirgiska polityczka
- 1970:
  - Heike Balck, niemiecka lekkoatletka, skoczkini wzwyż
  - Fat Joe, amerykański raper
  - Abubakar Kamara, sierraleoński piłkarz
  - Anatolij Muszczynka, ukraiński piłkarz
  - Joseph Sánchez, filipiński szachista
- 1971:
  - Carole Delga, francuska polityk, prezydent regionu Oksytania
  - Mary Joe Fernández, amerykańska tenisistka
  - Agnieszka Jaroszewicz, polska koszykarka
  - João Pinto, portugalski piłkarz
- 1972:
  - Roberto Abbondanzieri, argentyński piłkarz, bramkarz
  - Sammi Cheng, hongkońska piosenkarka, aktorka
  - Myles Rockwell, amerykański kolarz górski
- 1973:
  - Andrea Ferro, włoski wokalista, członek zespołu Lacuna Coil
  - Marco Materazzi, włoski piłkarz
  - Mette-Marit, księżna norweska
- 1974:
  - Josh Rand, amerykański gitarzysta, członek zespołu Stone Sour
  - Jason Richardson, amerykański kolarz BMX
  - Ewa Synowska, polska pływaczka
  - Karol Tylenda, polski rolnik, polityk, członek zarządu województwa podlaskiego
- 1975:
  - James P. Bennett, irlandzki aktor, mistrz sportów walki
  - Francisco Fernández, chilijski piłkarz
  - Tomas Kančelskis, litewski piłkarz
  - Eliza Kruszczyńska, polska śpiewaczka operowa (sopran)
  - Zoran Kulić, serbski piłkarz
  - Dorota Łoboda, polska działaczka społeczna i samorządowa, polityk, poseł na Sejm RP
  - Emilian Madey, polski kompozytor, pianista, dyrygent, pedagog
  - Jiří Štancl, czeski żużlowiec
  - Tracie Thoms, amerykańska aktorka
  - Marco Coti Zelati, włoski basista, klawiszowiec, kompozytor, członek zespołu Lacuna Coil
- 1976:
  - Ucu Agustin, indonezyjska dziennikarka, pisarka, dokumentalistka
  - Wołodymyr Hruca, ukraiński biskup greckokatolicki obrządku bizantyjsko-ukraińskiego, eparcha pomocniczy lwowski
  - Miloš Jovanović, serbski prawnik, politolog, wykładowca akademicki, polityk
  - Amiran Karndanof, grecki zapaśnik pochodzenia osetyjskiego
  - Pablo Larraín, chilijski reżyser, scenarzysta i producent filmowy
  - James Lawless, irlandzki samorządowiec, polityk
  - Arkadiusz Wiśniewski, polski basista, multiinstrumentalista, wokalista, kompozytor, aranżer, autor tekstów, producent muzyczny
- 1977:
  - Régine Chassagne, kanadyjska piosenkarka, multiinstrumentalistka[5]
  - Will Hurd, amerykański polityk, kongresmen
  - Katarzyna Klepacz, polska strzelczyni sportowa
  - Iban Mayo, baskijski kolarz szosowy
  - Ricco Rodriguez, amerykański grapler, zawodnik MMA pochodzenia meksykańskiego
  - Shaun Stonerook, amerykańsko-włoski koszykarz
- 1978:
  - Walter Baseggio, belgijski piłkarz pochodzenia włoskiego
  - Michelle Borth, amerykańska aktorka
  - Lucas Dolega, francusko-niemiecki fotoreporter (zm. 2011)
  - Lorenzo Parra, wenezuelski bokser
  - Dariusz Prosiecki, polski dziennikarz
  - Arkadiusz Rygielski, polski gitarzysta
- 1979:
  - João Correia, portugalski rugbysta
  - Ravuama Samo, fidżyjski rugbysta
  - Stefano Terrazzino, włoski tancerz, piosenkarz, aktor
- 1980:
  - Carlos Gurpegi, hiszpański piłkarz narodowości baskijskiej
  - Adrian Lulgjuraj, albański piosenkarz, autor tekstów
  - Norbert Mészáros, węgierski piłkarz
  - Paul Parry, walijski piłkarz
  - Anna Rice, kanadyjska badmintonistka
- 1981:
  - Jan Hudec, kanadyjski narciarz alpejski pochodzenia czeskiego
  - Sabrina Jonnier, francuska kolarka górska
  - Liu Yin, chińska curlerka
  - Anna Nowosad, polska prawnik, działaczka społeczna, instruktorka harcerska
- 1982:
  - Erika Christensen, amerykańska aktorka
  - Amara Diané, iworyjski piłkarz
  - Snežana Rodić, słoweńska lekkoatletka, trójskoczkini
- 1983:
  - Andrea Giovi, włoski siatkarz
  - Missy Higgins, australijska piosenkarka, aktorka
  - Reeva Steenkamp, południowoafrykańska modelka, aktorka (zm. 2013)
  - Tammin Sursok, australijska aktorka, piosenkarka
  - Bejbut Szumenow, kazachski bokser
- 1984:
  - Ahmad Abd al-Hajj, egipski siatkarz
  - Javier Flaño, hiszpański piłkarz
  - Miguel Flaño, hiszpański piłkarz
  - Alessandro Matri, włoski piłkarz
  - Ryan Taylor, angielski piłkarz
- 1985:
  - J. Evan Bonifant, amerykański aktor
  - Karim Ait Darham, marokański piłkarz
  - Tiago Gomes, portugalski piłkarz
  - David A. Gregory, amerykański aktor, reżyser, dramaturg, model
  - Lindsey Jacobellis, amerykańska snowboardzistka
  - Vijay Kumar, irański strzelec sportowy
  - Leyti N’Diaye, senegalski piłkarz
  - Lars Nelson, szwedzki biegacz narciarski
  - Maria-Georgiana Teodorescu, rumuńska prawnik, polityk, eurodeputowana
- 1986:
  - Paweł Grabowski, polski prawnik, politolog, polityk, poseł na Sejm RP
  - Saori Kimura, japońska siatkarka
  - Lehlohonolo Majoro, południowoafrykański piłkarz
  - Rúben Micael, portugalski piłkarz
  - Michał Mikołajczak, polski aktor
- 1987:
  - Marija Abramović, chorwacka tenisistka
  - Nico Hülkenberg, niemiecki kierowca wyścigowy
  - Marlon Knauer, niemiecki piosenkarz
- 1988:
  - Laura Deas, brytyjska skeletonistka
  - Marijeta Draženović, chorwacka siatkarka
  - Wiktorija Kutuzowa, ukraińska tenisistka
  - Joan Oumari, libański piłkarz
  - Tyler Reed, amerykański pływak
  - Karolina Riemen-Żerebecka, polska narciarka dowolna
- 1989:
  - Wolfgang Bösl, niemiecki kombinator norweski
  - Petr Michálek, czeski siatkarz
  - Lil’ Romeo, amerykański raper, aktor
  - Maciej Rybus, polski piłkarz
  - Agata Witkowska, polska siatkarka
- 1990:
  - Khama Billiat, zimbabwejski piłkarz
  - Władimir Krasnow, rosyjski lekkoatleta, sprinter
  - Florentin Pogba, gwinejski piłkarz
  - Sofía Toro, hiszpańska żeglarka sportowa
- 1991:
  - Alaksandr Darożka, białoruski biathlonista
  - Adipati Dolken, indonezyjski aktor i model
  - Nathan Lopez, filipiński aktor
  - Kendall Marshall, amerykański koszykarz
- 1992:
  - Daniel Dziwniel, polski piłkarz
  - Teitur Gestsson, farerski piłkarz, bramkarz
  - Mohammad Hosejn Mohammadijan, irański zapaśnik
  - Estelle Mossely, francuska pięściarka
- 1993:
  - Alice Coppleman, australijska judoczka
  - Kenan Kodro, bośniacki piłkarz
  - James Webb, amerykański koszykarz
- 1994:
  - Fernando Gaviria, kolumbijski kolarz torowy i szosowy
  - Mikkel Michelsen, duński żużlowiec
  - Alexis Raynaud, francuski strzelec sportowy
  - Katja Salskov-Iversen, duńska żeglarka sportowa
  - Nafissatou Thiam, belgijska lekkoatletka, wieloboistka pochodzenia senegalskiego
  - Zhang Yuxuan, chińska tenisistka
- 1995:
  - Aleksandra Stiepanowa, rosyjska łyżwiarka figurowa
  - Aleksandar Susnjar, australijski piłkarz pochodzenia serbskiego
  - Xu Jiayu, chiński pływak
  - Velveteen Dream, amerykański wrestler
- 1996:
  - Almoez Ali, katarski piłkarz pochodzenia sudańskiego
  - Kennedy Goss, kanadyjska pływaczka
  - Witalij Skakun, ukraiński żołnierz, saper (zm. 2022)
  - Laura Tesoro, belgijska piosenkarka, aktorka
- 1997:
  - Bartłomiej Drągowski, polski piłkarz, bramkarz
  - Jesper Jenset, norweski piosenkarz
  - Killy, kanadyjski raper
  - Ołena Kremzer, ukraińska zapaśniczka
  - Reynhardt Louw, południowoafrykański zapaśnik
  - Florian Wellbrock, niemiecki pływak
- 1998 – Lawrence Chaziya, malawijski piłkarz
- 1999:
  - Anju, indyjska zapaśniczka
  - Paulius Golubickas, litewski piłkarz
  - Salem Ilese, amerykańska piosenkarka
- 2000:
  - Božana Butigan, chorwacka siatkarka
  - Felix Engelhardt, niemiecki kolarz szosowy
  - Keegan Murray, amerykański koszykarz
  - Pedro Ortiz, hiszpański piłkarz
- 2001:
  - Awak Kuier, fińska koszykarka pochodzenia południowosudańskiego
  - Shurandy Sambo, holenderski piłkarz
- 2002:
  - Warner Brown, jamajski piłkarz
  - Tayvon Gray, jamajski piłkarz
  - Rolando Ortiz, paragwajski piłkarz
  - Jesse Randall, nowozelandzki piłkarz
  - Kinga Waleriańczyk, polska lekkoatletka, chodziarka
  - Adrian Zeljković, słoweński piłkarz
- 2003 – Kacper Trelowski, polski piłkarz, bramkarz
- 2004 – Nguyễn Đình Bắc, wietnamski piłkarz
- 2005:
  - Carla Lazzari, francuska piosenkarka pochodzenia włosko-hiszpańskiego
  - Inti López, urugwajski piłkarz

## Zmarli
- 14 – Oktawian August, cesarz rzymski (ur. 63 p.n.e.)
- 440 – Sykstus III, papież, święty (ur. ?)
- 1170 – Mścisław Izjasławicz, książę perejasławski i włodzimierski, wielki książę kijowski (ur. 1132–35)
- 1186 – Godfryd II Plantagenet, książę Bretanii (ur. 1158)
- 1245 – Rajmund Berengar IV, hrabia Prowansji (ur. 1195)
- 1282 – Hartmann von Heldrungen, wielki mistrz zakonu krzyżackiego (ur. ?)
- 1284 – Alfons Plantagenet, książę Anglii (ur. 1273)
- 1297 – Ludwik z Tuluzy, francuski franciszkanin, biskup, święty (ur. 1274)
- 1311 – Jordan z Pizy, włoski dominikanin, błogosławiony (ur. ok. 1260)
- 1392 – Wilhelm, hrabia Celje (ur. ?)
- 1493 – Fryderyk III Habsburg, cesarz rzymsko-niemiecki (ur. 1415)
- 1506 – Aleksander Jagiellończyk, król Polski (ur. 1461)
- 1532 – Caritas Pirckheimer, niemiecka klaryska, humanistka (ur. 1467)
- 1545 – Pietro Martire Sangervasi, włoski dominikanin, teolog, inkwizytor (ur. ?)
- 1569 – Piotr Młody, hospodar Wołoszczyzny (ur. ?)
- 1580 – Andrea Palladio, włoski architekt, teoretyk literatury (ur. 1508)
- 1583 – Belchior Carneiro Leitão, portugalski duchowny katolicki, jezuita, pierwszy biskup Makau, administrator apostolski Chin i Japonii, tytularny patriarcha Etiopii (ur. 1519)
- 1608 – Jan Gniazdowski, polski duchowny katolicki, cysters, sufragan gnieźnieński (ur.  ?)
- 1622:
  - Ludwik Flores, flamandzki dominikanin, misjonarz, męczennik, błogosławiony (ur. ok. 1563)
  - Joachim Hirayama, japoński męczennik, błogosławiony (ur. ?)
- 1625 – Fryderyk Wilhelm, książę cieszyński (ur. 1601)
- 1632 – Valentin de Boulogne, francuski malarz (ur. 1591)
- 1642 – Hugon Green, angielski duchowny katolicki, męczennik, błogosławiony (ur. ok. 1584)
- 1646 – Francesco Furini, włoski malarz (ur. 1603)
- 1650 – Abraham de Verwer, holenderski malarz (ur. ok. 1585)
- 1657 – Frans Snyders, flamandzki malarz (ur. 1579)
- 1662 – Blaise Pascal, francuski filozof, matematyk, fizyk (ur. 1623)
- 1680 – Jan Eudes, francuski duchowny katolicki, święty (ur. 1601)
- 1691 – Mustafa Köprülü, osmański wielki wezyr (ur. 1637)
- 1692 – (lub 16 sierpnia) Daniel Frydrychowicz Puzyna, polski szlachcic, polityk (ur. ?)
- 1695 – Christopher Merret, angielski biolog, lekarz (ur. 1614)
- 1699 – José Sáenz de Aguirre, hiszpański kardynał (ur. 1630)
- 1704 – Jane Leade, angielska mistyczka (ur. 1623)
- 1753 – Balthasar Neumann, niemiecki architekt (ur. 1687)
- 1765:
  - Axel Frederik Cronstedt, szwedzki chemik, mineralog (ur. 1722)
  - Józef Hutten-Czapski, polski szlachcic, kasztelan elbląski, generał lejtnant wojsk koronnych (ur. 1722)
- 1767 – Karl Georg Friedrich von Flemming, saski dyplomata, polityk (ur. 1705)
- 1769 – Matthew Brettingham, brytyjski architekt (ur. 1699)
- 1777 – Johann Christian Polycarp Erxleben, niemiecki przyrodnik (ur. 1744)
- 1782 – Francesco De Mura, włoski malarz (ur. 1696)
- 1783 – Franz Xaver Messerschmidt, niemiecko-austriacki rzeźbiarz (ur. 1736)
- 1795 – Friedrich Hartmann Graf, niemiecki kompozytor, flecista (ur. 1727)
- 1804 – Barthélemy Louis Joseph Schérer, francuski generał (ur. 1747)
- 1808 – Fredric Henric Chapman, szwedzki admirał, budowniczy okrętów (ur. 1721)
- 1814 – Gustaf Mauritz Armfelt, szwedzko-fiński polityk, wojskowy, dyplomata (ur. 1757)
- 1815 – Charles de La Bédoyère, francuski hrabia, generał (ur. 1786)
- 1821 – Marie-Denise Villers, francuska malarka portrecistka (ur. 1774)
- 1822 – Jean-Baptiste Joseph Delambre, francuski matematyk (ur. 1749)
- 1831 – Ladislaus Skultéty, węgierski sierżant (ur. 1738)
- 1842:
  - Henry Digby, brytyjski admirał (ur. 1770)
  - Alexandre Du Sommerard, francuski archeolog, kolekcjoner dzieł sztuki (ur. 1779)
- 1856 – Charles Gerhardt, francuski chemik (ur. 1816)
- 1861 – Vincenzo Santucci, włoski kardynał (ur. 1796)
- 1864 – Maria Amparo Muñoz, hiszpańska arystokratka (ur. 1834)
- 1875 – Hermann Wilhelm Ebel, niemiecki filolog, językoznawca, wykładowca akademicki (ur. 1820)
- 1876:
  - Alexander Pope Field, amerykański prawnik, polityk (ur. 1800)
  - George Smith, brytyjski asyrolog (ur. 1840)
- 1879 – Piotr Stanisław Moszyński, polski działacz patriotyczny, kolekcjoner, filantrop (ur. 1800)
- 1887:
  - Spencer Fullerton Baird, amerykański zoolog, ornitolog, ichtiolog (ur. 1823)
  - Alvan Clark, amerykański grawer, portrecista, astronom, producent teleskopów soczewkowych i soczewek (ur. 1804)
- 1888 – Erik Edlund, szwedzki fizyk, meteorolog (ur. 1819)
- 1891 – Theodor Aman, rumuński malarz pochodzenia ormiańskiego (ur. 1831)
- 1895 – John Wesley Hardin, amerykański przestępca, rewolwerowiec (ur. 1853)
- 1898 – Bolesław Kotula, polski zoolog, botanik (ur. 1849)
- 1900:
  - Jean-Baptiste Accolay, belgijski kompozytor, skrzypek, dyrygent pedagog (ur. 1833)
  - Jan Chrzciciel Zhu Wurui, chiński męczennik i święty katolicki (ur. 1883)
- 1904 – Augusto Bonetti, włoski duchowny katolicki, arcybiskup, dyplomata papieski (ur. 1831)
- 1905:
  - William-Adolphe Bouguereau, francuski malarz (ur. 1825)
  - Lerotholi, król Basuto (ur. 1836)
- 1906 – Ezechiel Moreno, hiszpański augustianin, misjonarz, biskup, święty (ur. 1848)
- 1909 – Ludwik Gumplowicz, polski socjolog, prawnik, wykładowca akademicki pochodzenia żydowskiego (ur. 1838)
- 1910 – Nestor (Fomin), rosyjski biskup prawosławny (ur. 1849)
- 1914:
  - Alphonse Six, belgijski piłkarz, żołnierz (ur. 1890)
  - Franz Xaver Wernz, niemiecki. jezuita, generał zakonu (ur. 1842)
- 1915:
  - Viktor Lorenc, czeski inżynier, taternik (ur. 1843)
  - Julius von Payer, austriacki oficer, kartograf, alpinista, badacz polarny (ur. 1841)
  - Serafino Vannutelli, włoski kardynał (ur. 1834)
- 1917 – Stanisław Dębski, polski drukarz, wydawca (ur. 1851)
- 1920:
  - Konrad Bąkowski, polski podporucznik kawalerii (ur. 1899)
  - Adam Leśniewski, podporucznik artylerii Wojska Polskiego (ur. 1896)
  - Melania Parczewska, polska pisarka, publicystka, tłumaczka, działaczka społeczna i narodowa (ur. 1850)
  - Henryk Pilch, polski starszy sierżant (ur. 1889)
  - Ludwik Sylwestrowicz, polski starszy ułan (ur. 1896)
  - Emil Werner, polski major piechoty (ur. ?)
  - Tadeusz Wrześniewski, polski podporucznik (ur. 1900)
- 1922 – Felipe Pedrell, kataloński kompozytor, publicysta, krytyk muzyczny (ur. 1841)
- 1923 – Vilfredo Pareto, włoski ekonomista, socjolog, wykładowca akademicki (ur. 1848)
- 1924 – Ferdinand Cheval, francuski listonosz, architekt, budowniczy (ur. 1836)
- 1925 – Wilhelm Streitberg, niemiecki językoznawca, indoeuropeista, wykładowca akademicki (ur. 1856)
- 1927:
  - Primo Bianchi, albański duchowny katolicki, arcybiskup metropolita Durrës (ur. 1852)
  - Johan Edman, szwedzki przeciągacz liny (ur. 1875)
  - Michał Przybyłowicz, polski aktor, pedagog (ur. 1864)
- 1928:
  - Richard Haldane, brytyjski arystokrata, prawnik, filozof, polityk (ur. 1856)
  - Jadwiga Honowska, polska taterniczka (ur. 1904)
  - Zofia Krókowska, polska taterniczka, harcmistrzyni (ur. 1903)
- 1929:
  - Siergiej Diagilew, rosyjski choreograf (ur. 1872)
  - Wincenty Poklewski-Koziełł, polski ziemianin, przemysłowiec, działacz społeczny, gospodarczy, emigracyjny i charytatywny (ur. 1853)
- 1930:
  - Wasilij Bartold, rosyjski antropolog, orientalista, historyk, wykładowca akademicki pochodzenia niemieckiego (ur. 1869)
  - Konstanty Przewłocki, polski ziemianin, działacz gospodarczy, polityk (ur. 1857)
- 1932:
  - Louis Anquetin, francuski malarz (ur. 1861)
  - Jan Massalski, polski weteran powstania styczniowego (ur. 1844)
  - Johann Schober, austriacki prawnik, polityk, kanclerz Austrii (ur. 1874)
- 1933 – Józef Olekszak, polski sierżant (ur. 1900)
- 1934:
  - Henry T. Rainey, amerykański prawnik, polityk (ur. 1860)
  - Andrzej Wilk, polski działacz ludowy, polityk (ur. 1849)
- 1936:
  - María Calaf Miracle de Nuestra Senora de la Providencia, hiszpańska zakonnica, męczennica, błogosławiona (ur. 1871)
  - Teresa od Matki Boskiego Pasterza Chambó y Palés, hiszpańska zakonnica, męczennica, błogosławiona (ur. 1889)
  - Federico García Lorca, hiszpański poeta, dramaturg, malarz, pianista, kompozytor (ur. 1898)
  - Agata od NMP Patronki Cnót Hernández Amorós, hiszpańska zakonnica, męczennica, błogosławiona (ur. 1893)
  - Franciszek Ibáñez Ibáñez, hiszpański duchowny katolicki, męczennik, błogosławiony (ur. 1876)
  - Tomasz Sitjar Fortiá, hiszpański jezuita, męczennik, błogosławiony (ur. 1866)
  - Róża od Matki Bożej Dobrej Rady Pedret Rull, hiszpańska zakonnica, męczennica, błogosławiona (ur. 1864)
  - Elwira od Narodzenia NMP Torrentallé Paraire, hiszpańska zakonnica, męczennica, błogosławiona (ur. 1883)
- 1937:
  - Iwan Katajew, rosyjski pisarz (ur. 1902)
  - Joseph Patrick Lydon, amerykański bokser, piłkarz (ur. 1878)
  - Michał Płyszewski, białoruski duchowny prawosławny, święty nowomęczennik (ur. 1862)
  - Jan (Szyrokow), rosyjski biskup prawosławny (ur. 1893)
  - Sahak Ter-Gabrieljan, ormiański rewolucjonista, polityk komunistyczny (ur. 1886)
  - Jan Woroniec, białoruski duchowny prawosławny, święty nowomęczennik (ur. 1864)
- 1938:
  - Basil Bennett, amerykański lekkoatleta, młociarz (ur. 1894)
  - Zofia Dromlewiczowa, polska scenarzystka, realizatorka filmów krótkometrażowych (ur. 1899)
  - Wasilij Mancew, radziecki funkcjonariusz organów bezpieczeństwa, polityk (ur. 1889)
  - Nikołaj Pachomow, radziecki polityk (ur. 1890)
- 1940:
  - Lucjan Bekerman, polski prawnik, prokurator Sądu Najwyższego (ur. 1886)
  - Edward Rybarz, polski polityk, poseł na Sejm Śląski (ur. 1884)
- 1941 – Jerzy Jagiełło, polski major (ur. 1895)
- 1942:
  - Bohuslav Všetička, czechosłowacki generał brygady (ur. 1893)
  - William Wotherspoon, szkocki rugbysta (ur. 1868)
- 1944 – Polegli w powstaniu warszawskim:
  - Tadeusz Semadeni, polski prawnik, sędzia, pływak, żołnierz AK (ur. 1902)
  - Mieczysław Sokołowski, polski podpułkownik, żołnierz AK (ur. 1898)
  - Michał Strankowski, polski zoolog, pedagog (ur. 1902)
  - Roman Trechciński, polski inżynier, wykładowca akademicki (ur. 1882)
- 1944:
  - Günther von Kluge, niemiecki feldmarszałek (ur. 1882)
  - Władysław Ważny, polski kapitan, uczestnik francuskiego ruchu oporu, agent wywiadów polskiego i brytyjskiego (ur. 1908)
  - Wojciech Wiącek, polski rolnik, publicysta, polityk, senator RP (ur. 1869)
  - Henry Wood, brytyjski kompozytor, dyrygent (ur. 1869)
  - Juan Zanelli, chilijski kierowca wyścigowy, członek francuskiego ruchu oporu (ur. 1906)
- 1945 – Jay Albert Nock, amerykański krytyk społeczny, publicysta, teoretyk libertarianizmu (ur. 1870)
- 1946 – Ludwik Bujacz, polski duchowny katolicki (ur. 1910)
- 1947 – Wiktor Masicz, radziecki pilot wojskowy, as myśliwski (ur. 1917)
- 1948 – Frederick Philip Grove, kanadyjski pisarz, tłumacz pochodzenia niemieckiego (ur. 1879)
- 1951 – Władysław Wróblewski, polski prawnik, dyplomata polityk, premier Rady Regencyjnej (ur. 1875)
- 1953 – Sylwester Pajzderski, polski architekt (ur. 1876)
- 1954:
  - Alcide De Gasperi, włoski polityk, premier Włoch (ur. 1881)
  - Joseph Patrick Lynch, amerykański duchowny katolicki, biskup Dallas (ur. 1872)
- 1955 – Björn Bothén, szwedzki żeglarz sportowy (ur. 1893)
- 1956:
  - Leoncjusz (Bartoszewicz), rosyjski biskup prawosławny (ur. 1914)
  - Gottfrid Svensson, szwedzki zapaśnik (ur. 1889)
- 1957:
  - Antoni Brzozowski, polski plutonowy rezerwy, wioślarz (ur. 1900)
  - Vladimír Řepa, czeski aktor (ur. 1900)
  - Carl-Gustaf Rossby, szwedzko-amerykański meteorolog, wykładowca akademicki (ur. 1898)
- 1959:
  - Jacob Epstein, brytyjski rzeźbiarz, malarz, grafik pochodzenia żydowskiego (ur. 1880)
  - Blind Willie McTell, amerykański wokalista i gitarzysta bluesowy, autor tekstów (ur. 1898)
- 1960 – Lewis Bernstein Namier, brytyjski historyk, wykładowca akademicki, działacz syjonistyczny pochodzenia żydowskiego (ur. 1888)
- 1961 – Eduard Kadlec, czechosłowacki generał dywizji (ur. 1880)
- 1962 – Jean Lucienbonnet, francuski kierowca wyścigowy (ur. 1923)
- 1964 – Ardengo Soffici, włoski prozaik, poeta, malarz (ur. 1879)
- 1965 – Félix Lasserre, francuski rugbysta (ur. 1895)
- 1966 – Fritz Bleyl, niemiecki architekt, malarz (ur. 1880)
- 1967:
  - Hugo Gernsback, amerykański pisarz science fiction, wydawca, wynalazca pochodzenia żydowskiego (ur. 1884)
  - Jerzy Jakubowski, polski kardiolog (ur. 1887)
- 1968:
  - George Gamow, amerykański fizyk jądrowy, kosmolog pochodzenia rosyjskiego (ur. 1904)
  - Stefan Piechocki, polski adwokat, polityk, poseł na Sejm RP, minister sprawiedliwości (ur. 1883)
  - Stanisław Powalisz, polski malarz, witrażysta (ur. 1898)
- 1969 – Kristian Hovde, norweski biegacz narciarski (ur. 1903)
- 1970:
  - Paweł Jasienica, polski pisarz historyczny, publicysta, eseista (ur. 1909)
  - Werner Moser, szwajcarski architekt (ur. 1896)
- 1971:
  - Mary Kendall Browne, amerykańska tenisistka (ur. 1891)
  - Wilhelm Scheider, polski koordynator Świadków Jehowy (ur. 1898)
- 1972 – Anna Morawska, polska publicystka katolicka, tłumaczka (ur. 1922)
- 1973 – Heikki Hirvonen, fiński biathlonista (ur. 1895)
- 1974:
  - Fernando Cerchio, włoski reżyser i scenarzysta filmowy (ur. 1914)
  - Aleksander Janta-Połczyński, polski pisarz, dziennikarz, publicysta, podróżnik (ur. 1908)
  - Czesław Skawiński, polski malarz, pedagog (ur. 1890)
- 1975:
  - Mark Donohue, amerykański kierowca wyścigowy (ur. 1937)
  - Frank Shields, amerykański tenisista (ur. 1909)
  - Konrad Swinarski, polski reżyser teatralny, telewizyjny, filmowy i operowy, inscenizator, scenograf (ur. 1929)
- 1977:
  - Aleksander Kreek, estoński lekkoatleta, kulomiot (ur. 1914)
  - Groucho Marx, amerykański aktor komediowy (ur. 1895)
  - Roman Zambrowski, polski polityk, wicemarszałek Sejmu PRL, członek Rady Państwa, minister kontroli państwowej, wiceprezes NIK (ur. 1909)
- 1978:
  - Max Mallowan, brytyjski archeolog (ur. 1904)
  - Fiodor Pietrow, radziecki konstruktor broni artyleryjskiej (ur. 1902)
- 1979:
  - Sad Dżuma, jordański polityk, premier Jordanii (ur. 1916)
  - Joel Teitelbaum, rabin chasydzki, antysyjonista (ur. 1887)
- 1980 – Otto Frank, niemiecki Żyd, ojciec Anne i Margot (ur. 1889)
- 1981 – Raoul Lesueur, francuski kolarz torowy i szosowy (ur. 1912)
- 1982:
  - John Cookman, amerykański hokeista (ur. 1909)
  - Józef Kieszczyński, polski hutnik, związkowiec, polityk, poseł na Sejm PRL (ur. 1908)
  - Ago Neo, estoński zapaśnik (ur. 1908)
- 1983 – Zofia Mrozowska, polska aktorka (ur. 1922)
- 1986 – Hermione Baddeley, brytyjska aktorka (ur. 1906)
- 1987 – Romana Granas, polska działaczka komunistyczna (ur. 1906)
- 1988 – Don Haggerty, amerykański aktor (ur. 1914)
- 1989 – Leon Dreher, polski inżynier mechanik technolog, wykładowca akademicki (ur. 1900)
- 1990 – Olavi Alakulppi, fiński wojskowy, biegacz narciarski (ur. 1915)
- 1991:
  - Zdzisław Czeppe, polski geograf, geomorfolog, polarnik, wykładowca akademicki (ur. 1917)
  - Izydor Zaczykiewicz, polski pisarz (ur. 1900)
- 1992:
  - Jean-Albert Grégoire, francuski inżynier, kierowca wyścigowy, pisarz (ur. 1899)
  - Norvel Lee, amerykański bokser (ur. 1924)
  - Helmuth Søbirk, duński piłkarz (ur. 1916)
  - Zbigniew Zakrzewski, polski prawnik, ekonomista, wykładowca akademicki (ur. 1912)
- 1993:
  - Marian Czech, polski aktor (ur. 1943)
  - Salah Dżadid, syryjski generał major, polityk (ur. 1926)
  - Fritz Pirkl, niemiecki psycholog, samorządowiec, polityk (ur. 1925)
  - Bolesław Utkin, polski malarz (ur. 1913)
- 1994:
  - Ladislav Fuks, czeski pisarz (ur. 1923)
  - Linus Pauling, amerykański fizyk, chemik, laureat Nagrody Nobla (ur. 1901)
  - Robiert Rożdiestwienski, rosyjski poeta (ur. 1932)
  - Maciej Wężyk, polski koszykarz, trener, sędzia i działacz koszykarski (ur. 1927)
- 1995:
  - Wiktor Kozak, polski generał brygady (ur. 1916)
  - Pierre Schaeffer, francuski kompozytor (ur. 1910)
- 1997:
  - Cezary Julski, polski aktor (ur. 1927)
  - Mario Velarde, meksykański piłkarz, trener (ur. 1940)
- 1998 – Wasilij Archipow, radziecki wiceadmirał (ur. 1926)
- 2000:
  - Włodzimierz Bączkowski, polski sowietolog, pisarz polityczny, publicysta (ur. 1905)
  - Henryk Matuszczyk, polski kontradmirał (ur. 1936)
- 2001:
  - Jerzy Gierałtowski, polski pisarz (ur. 1931)
  - Mieczysław Jaworski, polski duchowny katolicki, biskup pomocniczy kielecki (ur. 1930)
- 2002:
  - Eduardo Chillida, baskijski rzeźbiarz (ur. 1924)
  - Marek Kotański, polski działacz społeczny, twórca Monaru i Markotu (ur. 1942)
  - Abu Nidal, palestyński terrorysta (ur. 1937)
- 2003:
  - Jerzy Tyczyński, polski aktor (ur. 1907)
  - Sérgio Vieira de Mello, brazylijski dyplomata (ur. 1948)
- 2004 – Günter Rexrodt, niemiecki polityk (ur. 1941)
- 2005:
  - Mo Mowlam, brytyjska aktorka (ur. 1949)
- 2007:
  - Marek Kijewski, polski rzeźbiarz (ur. 1955)
  - Mira Michałowska, polska pisarka, tłumaczka (ur. 1914)
- 2008:
  - LeRoi Moore, amerykański saksofonista, członek zespołu Dave Matthews Band (ur. 1961)
  - Levy Mwanawasa, zambijski prawnik, polityk, prezydent Zambii (ur. 1948)
- 2010 – Anna Przecławska, polska pedagog (ur. 1929)
- 2011:
  - Adam Borchardt, polski szachista (ur. 1922)
  - Jewhen Jewsiejew, ukraiński piłkarz (ur. 1987)
  - Janusz Kierzkowski, polski kolarz torowy (ur. 1947)
  - Raúl Ruiz, chilijski reżyser, scenarzysta i producent filmowy (ur. 1941)
  - Jimmy Sangster, brytyjski reżyser i scenarzysta filmowy (ur. 1927)
- 2012:
  - Jurij Awanesow, ukraiński piłkarz, trener pochodzenia azerskiego (ur. 1935)
  - Miloslav Petrusek, czeski socjolog, wykładowca akademicki (ur. 1936)
  - Tony Scott, brytyjski reżyser i producent filmowy (ur. 1944)
- 2013:
  - Zbigniew Czeski, polski aktor, reżyser teatralny (ur. 1935)
  - Abdurrahim Hatef, afgański polityk, tymczasowy prezydent Afganistanu (ur. 1925)
  - Mirko Kovač, chorwacki pisarz (ur. 1938)
  - Wacław Kuźmicki, polski lekkoatleta, wieloboista (ur. 1921)
  - Stephenie McMillan, brytyjska scenografka (ur. 1942)
  - Grace Wales Shugar, polska psycholingwistka pochodzenia kanadyjskiego (ur. 1918)
  - Cedar Walton, amerykański pianista jazzowy, kompozytor (ur. 1934)
  - Lee Thompson Young, amerykański aktor (ur. 1984)
- 2014:
  - Simin Behbahani, irańska poetka (ur. 1927)
  - Brian G. Hutton, amerykański reżyser filmowy (ur. 1935)
  - Józef Żyliński, polski koszykarz (ur. 1920)
- 2015 – Fernand Grosjean, szwajcarski narciarz alpejski (ur. 1924)
- 2016:
  - Lou Pearlman, amerykański menedżer muzyczny (ur. 1954)
  - Krzysztof Ptak, polski operator filmowy (ur. 1954)
  - Nina Ponomariowa, rosyjska lekkoatletka, dyskobolka (ur. 1929)
  - Mira Stupica, serbska aktorka (ur. 1923)
- 2017:
  - Brian Aldiss, brytyjski pisarz science fiction (ur. 1925)
  - Mario Roberto Cassari, włoski duchowny katolicki, arcybiskup, nuncjusz apostolski (ur. 1943)
  - Janusz Głowacki, polski prozaik, dramaturg, scenarzysta filmowy, felietonista (ur. 1938)
  - Karl Otto Götz, niemiecki malarz (ur. 1914)
- 2018 – Miguel Irizar Campos, hiszpański duchowny katolicki, pasjonista, biskup Callao (ur. 1934)
- 2019:
  - Żorż Ganczew, bułgarski przedsiębiorca, polityk (ur. 1939)
  - Zakir Hussain, pakistański hokeista na trawie (ur. 1934)
  - Lars Larsen, duński przedsiębiorca (ur. 1948)
  - Zbigniew Makowski, polski malarz (ur. 1930)
- 2020:
  - Marian Dobija, polski lekkoatleta, długodystansowiec (ur. 1935)
  - Jacek Korcelli, polski scenarzysta i operator filmowy (ur. 1934)
  - Lutwian Mołłowa, bułgarska lekkoatletka, oszczepniczka (ur. 1947)
  - Atzo Nicolaï, holenderski polityk, minister ds. reformy administracji rządowej (ur. 1960)
  - Borys Paton, ukraiński inżynier elektryk, wykładowca akademicki (ur. 1918)
  - Ágnes Simon, węgierska tenisistka stołowa (ur. 1935)
  - Władysław Sosna, polski krajoznawca, działacz turystyczny i społeczny (ur. 1933)
- 2021:
  - Ian Carey, amerykański didżej, producent muzyczny (ur. 1975)
  - Sonny Chiba, japoński aktor (ur. 1939)
  - Bill Freehan, amerykański baseballista (ur. 1941)
  - Anna Jarnuszkiewicz, polska malarka, rysowniczka, rzeźbiarka, scenografka (ur. 1935)
  - Henryk Olszewski, polski prawnik, historyk prawa, wykładowca akademicki (ur. 1932)
  - Jerzy Porębski, polski pieśniarz, wykonawca szant, publicysta, rybak, żeglarz (ur. 1939)
  - Bill Sidwell, australijski tenisista (ur. 1920)
  - Alina Słapczyńska, polska reportażystka, recenzentka reportaży (ur. 1922)
- 2022:
  - Elisabeth Eichholz, niemiecka kolarka szosowa (ur. 1939)
  - Tekla Juniewicz, polska superstulatka, najstarsza Polka (ur. 1906)
  - Jorge Luis Lona, argentyński duchowny katolicki, biskup San Luis (ur. 1935)
  - Aleksander Łukasiewicz, polski profesor nauk przyrodniczych (ur. 1924)
  - Tadeusz Pikulicki, polski socjolog, dziennikarz, działacz opozycji antykomunistycznej (ur. 1954)
- 2023:
  - Howard Hubbard, amerykański duchowny katolicki, biskup Albany (ur. 1938)
  - Józef Kański, polski muzykolog, krytyk muzyczny, pianista (ur. 1928)
  - Carlo Mazzone, włoski piłkarz, trener (ur. 1937)
  - Jean-Claude Nallet, francuski lekkoatleta, sprinter i płotkarz (ur. 1947)
  - Václav Patejdl, słowacki wokalista, kompozytor, członek zespołu Elán (ur. 1954)
  - John Warnock, amerykański informatyk, przedsiębiorca (ur. 1940)
- 2024:
  - Maria Branyas Morera, hiszpańska superstulatka, najstarsza osoba na świecie (ur. 1907)
  - Mike Lynch, brytyjski przedsiębiorca (ur. 1965)
  - Günter Topmann, niemiecki policjant, samorządowiec, burmistrz Alteny, polityk, eurodeputowany (ur. 1934)
  - Wojciech Ziętara, polski ekonomista, wykładowca akademicki  (ur. 1940)